# Lijst van voetbalinterlands Kameroen - Nigeria
Deze lijst van voetbalinterlands is een overzicht van alle officiële voetbalwedstrijden tussen de nationale teams van Kameroen en Nigeria. De Afrikaanse buurlanden hebben tot op heden 23 keer tegen elkaar gespeeld. De eerste wedstrijd, een vriendschappelijke wedstrijd, vond plaats op 8 december 1962 in Lagos. Het laatste duel, een achtste finale tijdens de Afrika Cup 2023, werd gespeeld in Abidjan (Ivoorkust) op 27 januari 2024.

## Wedstrijden
| №  | Plaats          | Datum            | Competitie             | Wedstrijd          | Uitslag |
| -- | --------------- | ---------------- | ---------------------- | ------------------ | ------- |
| 1  | Lagos           | 8 december 1962  | Vriendschappelijk      | Nigeria − Kameroen | 3 − 1   |
| 2  | Yaoundé         | 1 januari 1963   | Vriendschappelijk      | Kameroen − Nigeria | 1 − 2   |
| 3  | Lagos           | 7 december 1968  | WK 1970 kwalificatie   | Nigeria − Kameroen | 1 − 1   |
| 4  | Douala          | 22 december 1968 | WK 1970 kwalificatie   | Kameroen − Nigeria | 2 − 3   |
| 5  | ?               | 13 februari 1972 | Vriendschappelijk      | Kameroen − Nigeria | 1 − 2   |
| 6  | Algiers         | 17 juli 1978     | Afrikaanse Spelen 1978 | Nigeria − Kameroen | 0 − 0   |
| 7  | Ibadan          | 2 februari 1980  | Vriendschappelijk      | Nigeria − Kameroen | 0 − 0   |
| 8  | Abidjan         | 18 maart 1984    | Afrika Cup 1984        | Nigeria − Kameroen | 1 − 3   |
| 9  | Rabat           | 17 maart 1988    | Afrika Cup 1988        | Kameroen − Nigeria | 1 − 1   |
| 10 | Casablanca      | 27 maart 1988    | Afrika Cup 1988        | Kameroen − Nigeria | 1 − 0   |
| 11 | Ibadan          | 10 juni 1989     | WK 1990 kwalificatie   | Nigeria − Kameroen | 2 − 0   |
| 12 | Yaoundé         | 27 augustus 1989 | WK 1990 kwalificatie   | Kameroen − Nigeria | 1 − 0   |
| 13 | Dakar           | 25 januari 1992  | Afrika Cup 1992        | Nigeria − Kameroen | 2 − 1   |
| 14 | Radès           | 7 augustus 1997  | Vriendschappelijk      | Kameroen − Nigeria | 0 − 1   |
| 15 | Lagos           | 13 februari 2000 | Afrika Cup 2000        | Kameroen − Nigeria | 2 − 2   |
| 16 | Monastir        | 8 februari 2004  | Afrika Cup 2004        | Kameroen − Nigeria | 1 − 2   |
| 17 | Brussel         | 11 oktober 2015  | Vriendschappelijk      | Nigeria − Kameroen | 3 − 0   |
| 18 | Uyo             | 1 september 2017 | WK 2018 kwalificatie   | Nigeria − Kameroen | 4 − 0   |
| 19 | Yaoundé         | 4 september 2017 | WK 2018 kwalificatie   | Kameroen − Nigeria | 1 − 1   |
| 20 | Alexandrië      | 6 juli 2019      | Afrika Cup 2019        | Nigeria − Kameroen | 3 − 2   |
| 21 | Wiener Neustadt | 4 juni 2021      | Vriendschappelijk      | Nigeria − Kameroen | 0 − 1   |
| 22 | Wiener Neustadt | 8 juni 2021      | Vriendschappelijk      | Kameroen − Nigeria | 0 − 0   |
| 23 | Abidjan         | 27 januari 2024  | Afrika Cup 2023        | Nigeria − Kameroen | 2 − 0   |

## Samenvatting
| Competitie        | Totaal gespeeld | Winst Kameroen | Gelijk | Winst Nigeria | Doelsaldo Kameroen – Nigeria |
| ----------------- | --------------- | -------------- | ------ | ------------- | ---------------------------- |
| WK-kwalificatie   | 6               | 1              | 2      | 3             | 5 − 11                       |
| Afrika Cup        | 8               | 2              | 2      | 4             | 11 − 13                      |
| Afrikaanse Spelen | 1               | 0              | 1      | 0             | 0 − 0                        |
| Vriendschappelijk | 8               | 1              | 2      | 5             | 4 − 11                       |
| Totaal            | 23              | 4              | 7      | 12            | 20 − 35                      |

## Details

### Achtste ontmoeting
| Finale Afrika Cup 1984 (Abidjan, Ivoorkust, 18 maart 1984): |       |                |
| Kameroen                                                    | 3 – 1 | Nigeria        |
| Rene N'Djeya 32' Théophile Abega 79' Ernest Ebongué 84'     | goals | 10' Muda Lawal |

### Dertiende ontmoeting
| Troostfinale Afrika Cup 1992 (Dakar, Senegal, 25 januari 1992): |       |                      |
| Nigeria                                                         | 2 – 1 | Kameroen             |
| Friday Ekpo 75' Rashidi Yekini 88'                              | goals | 85' Emmanuel Maboang |

FCF · A-internationals · Selecties · Bondscoaches · Statistieken · Kameroens vrouwenelftal · Kameroen U21 · Kameroen U20 · Kameroen U19 · Kameroen U18 · Kameroen U17
1960 – 1969 · 
1970 – 1979 · 
1980 – 1989 · 
1990 – 1999 · 
2000 – 2009 · 
2010 – 2019 ·
2020 − 2029
CC 2001 · 
CC 2003
WK 1982 · 
WK 1990 · 
WK 1994 · 
WK 1998 · 
WK 2002 · 
WK 2010 · 
WK 2014 ·
WK 2022
OS 1984 · 
OS 2000 · 
OS 2008
1961 · 
1960 · 
1961 · 
1962 · 
1963 · 
1964 · 
1965 · 
1966 · 
1967 · 
1968 · 
1969 · 
1970 · 
1971 · 
1972 · 
1973 · 
1974 · 
1975 · 
1976 · 
1977 · 
1978 · 
1979 · 
1980 · 
1981 · 
1982 · 
1983 · 
1984 · 
1985 · 
1986 · 
1987 · 
1988 · 
1989 · 
1990 · 
1991 · 
1992 · 
1993 · 
1994 · 
1995 · 
1996 · 
1997 · 
1998 · 
1999 · 
2000 · 
2001 · 
2002 · 
2003 · 
2004 · 
2005 · 
2006 · 
2007 · 
2008 · 
2009 · 
2010 · 
2011 · 
2012 · 
2013 ·
2014 ·
2015 ·
2016 ·
2017 ·
2018 ·
2019 ·
2020 ·
2021 ·
2022
Albanië ·
Algerije ·
Angola ·
Argentinië ·
Australië ·
Benin ·
Bolivia ·
Brazilië ·
Bulgarije ·
Burkina Faso ·
Burundi ·
Canada ·
Centraal-Afrikaanse Republiek ·
Chili ·
Colombia ·
Comoren ·
Congo-Brazzaville ·
Congo-Kinshasa ·
Costa Rica ·
Cuba ·
Denemarken ·
Duitsland ·
Egypte ·
Engeland ·
Equatoriaal-Guinea ·
Eritrea ·
Ethiopië ·
Finland ·
Frankrijk ·
Gabon ·
Gambia ·
Georgië ·
Ghana ·
Griekenland ·
Guinee ·
Guinee-Bissau ·
Ierland ·
India ·
Indonesië ·
Iran ·
Italië ·
Ivoorkust ·
Jamaica ·
Japan ·
Kaapverdië ·
Kenia ·
Koeweit ·
Kroatië ·
Lesotho ·
Liberia ·
Libië ·
Luxemburg ·
Madagaskar ·
Malawi ·
Mali ·
Marokko ·
Mauritanië ·
Mauritius ·
Mexico ·
Moldavië · 
Mozambique ·
Namibië ·
Nederland ·
Niger ·
Nigeria ·
Noord-Macedonië ·
Noorwegen ·
Oeganda ·
Oekraïne ·
Oezbekistan ·
Oostenrijk ·
Panama ·
Paraguay ·
Peru ·
Polen ·
Portugal ·
Roemenië ·
Rusland ·
Rwanda ·
Saoedi-Arabië ·
Sao Tomé en Principe ·
Senegal ·
Servië ·
Sierra Leone ·
Slowakije ·
Soedan ·
Somalië ·
Sovjet-Unie ·
Swaziland ·
Tanzania ·
Thailand · 
Togo ·
Tsjaad ·
Tunesië ·
Turkije ·
Verenigde Staten ·
Zambia ·
Zimbabwe ·
Zuid-Afrika ·
Zuid-Korea ·
Zuid-Soedan ·
Zweden ·
Zwitserland
Brazilië (2014) · 
Brazilië (2022) · 
Denemarken (2010) · 
Egypte (2017) ·
Frankrijk (2003) · 
Italië (1982) · 
Japan (2010) · 
Kroatië (2014) · 
Mexico (2014) ·
Nederland (2010) · 
Peru (1982) · 
Polen (1982) · 
Servië (2022)
NFA · A-internationals · Selecties · Bondscoaches · Statistieken · Nigeriaans vrouwenelftal · Olympisch elftal · Nigeria U21 · Nigeria U20 · Nigeria U19 · Nigeria U18 · Nigeria U17
1950 – 1959 · 
1960 – 1969 · 
1970 – 1979 · 
1980 – 1989 · 
1990 – 1999 · 
2000 – 2009 · 
2010 – 2019 ·
2020 − 2029
CC 1995 · 
CC 2013
WK 1994 · 
WK 1998 · 
WK 2002 · 
WK 2010 · 
WK 2014 · 
WK 2018
OS 1968 · 
OS 1980 · 
OS 1988 · 
OS 1996 · 
OS 2000 · 
OS 2008 · 
OS 2016
1949 · 
1950 · 1951 · 1952 · 1953 · 1954 · 
1955 · 
1956 · 
1957 · 
1958 · 
1959 · 
1960 · 
1961 · 
1962 · 
1963 · 
1964 · 
1965 · 
1966 · 
1967 · 
1968 · 
1969 · 
1970 · 
1971 · 
1972 · 
1973 · 
1974 · 
1975 · 
1976 · 
1977 · 
1978 · 
1979 · 
1980 · 
1981 · 
1982 · 
1983 · 
1984 · 
1985 · 
1986 · 
1987 · 
1988 · 
1989 · 
1990 · 
1991 · 
1992 · 
1993 · 
1994 · 
1995 · 
1996 · 
1997 · 
1998 · 
1999 · 
2000 · 
2001 · 
2002 · 
2003 · 
2004 · 
2005 · 
2006 · 
2007 · 
2008 · 
2009 · 
2010 · 
2011 · 
2012 · 
2013 · 
2014 ·
2015 ·
2016 ·
2017 ·
2018 ·
2019 ·
2020 ·
2021 ·
2022
Algerije ·
Angola ·
Argentinië ·
Australië ·
Benin ·
Bosnië en Herzegovina ·
Botswana ·
Brazilië ·
Bulgarije ·
Burkina Faso ·
Burundi ·
Canada ·
Centraal-Afrikaanse Republiek ·
Colombia ·
Congo-Brazzaville ·
Congo-Kinshasa ·
Costa Rica ·
Denemarken ·
Duitsland ·
Ecuador ·
Egypte ·
Engeland ·
Equatoriaal-Guinea ·
Eritrea ·
Ethiopië ·
Frankrijk ·
Gabon ·
Gambia ·
Georgië ·
Ghana ·
Griekenland ·
Guinee ·
Guinee-Bissau ·
Ierland ·
IJsland ·
Indonesië ·
Iran ·
Italië ·
Ivoorkust ·
Jamaica ·
Japan ·
Joegoslavië ·
Jordanië ·
Kaapverdië · 
Kameroen ·
Kenia ·
Kroatië ·
Lesotho ·
Liberia ·
Libië ·
Luxemburg ·
Madagaskar ·
Malawi ·
Mali ·
Marokko ·
Mexico ·
Mozambique ·
Namibië ·
Nederland ·
Niger ·
Noord-Korea ·
Noord-Macedonië ·
Noorwegen ·
Oeganda ·
Oekraïne ·
Oezbekistan ·
Oostenrijk ·
Paraguay ·
Peru ·
Polen ·
Portugal ·
Roemenië ·
Rwanda ·
Saoedi-Arabië ·
Sao Tomé en Principe ·
Schotland ·
Senegal ·
Servië ·
Seychellen ·
Sierra Leone ·
Soedan ·
Spanje ·
Swaziland ·
Tahiti ·
Tanzania ·
Thailand ·
Togo ·
Tsjaad ·
Tsjechië ·
Tunesië ·
Uruguay ·
Venezuela ·
Verenigde Staten ·
Zambia ·
Zimbabwe ·
Zuid-Afrika ·
Zuid-Korea ·
Zweden ·
Zwitserland
Argentinië (2010) ·
Argentinië (2014) ·
Argentinië (2018) ·
Bosnië en Herzegovina (2014) ·
Burkina Faso (2013) ·
Frankrijk (2014) ·
Iran (2014) ·
IJsland (2018) ·
Kroatië (2018) ·
Zuid-Korea (2010)